# Tazumal
Tazumal é um sítio arqueológico pré-colombiano maia de El Salvador; situa-se no coração de Chalchuapa, no departamento de Santa Ana a 15 km da capital do país. Inclui-se na área arqueológica de Chalchuapa, cuja superfície aproximada é de 10 km² e onde se situam também os sítios arqueológicos de Pampe, Casa Blanca, El Trapiche e Las Victorias. Esta área arqueológica sofreu fortes influências não só de Copán, mas também de Teotihuacan, toltecas e mexicas.
Concretamente, Tazumal compreende várias ruínas que foram o cenário de um importante e sofisticado assentamento maia que existiu entre os anos 100 e 1200, conhecendo um maior desenvolvimento no período clássico (250 a 900). Os vestígios encontrados incluem sistemas de drenagem de águas, túmulos, pirâmides e templos. Depois do ano 900 foram construídos uma pirâmide de estilo tolteca, um campo de jogo da bola bem como outras estruturas menores. 
Tazumal foi definitivamente abandonado cerca de 1200.
As ruínas de Tazumal são consideradas as mais importantes e mais bem conservadas de El Salvador. Alguns dos artefactos aqui encontrados mostram a existência de trocas comerciais com lugares tão distantes como o Panamá e México. Os arqueólogos estimam que os primeiros povoadores da área de Chalchuapa chegaram aqui em 1200 a.C..

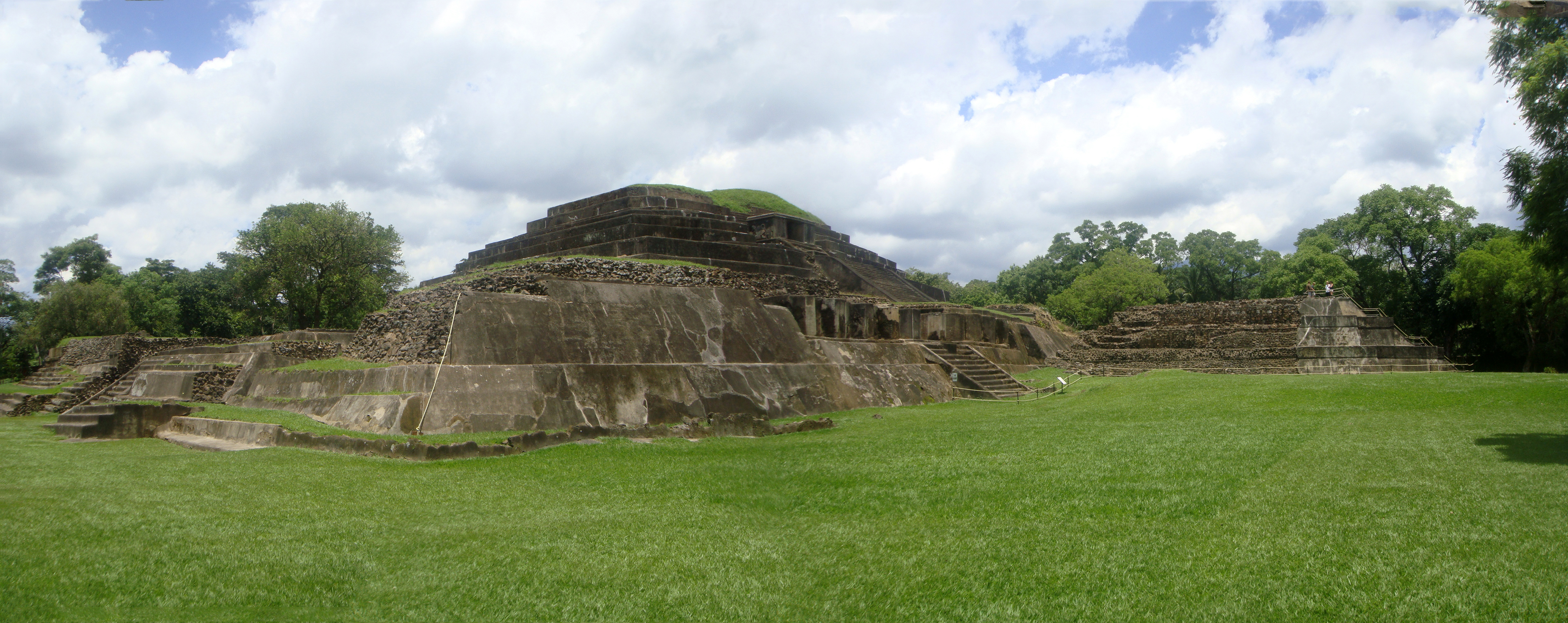
Vista panorâmica da pirâmide de Tazumal